# Реге-Жан Пејџ
Реге-Жан Пејџ (енгл. Regé-Jean Page; Лондон, 27. април 1988) британски је глумац. Истакао се улогом Сајмона Басета у серији Бриџертон (2020).

## Биографија
Рођен је 27. априла 1988. године у Лондону. Син је проповедника из Енглеске и медицинске сестре из Зимбабвеа. Треће је од четворо деце, а у младости је био члан музичке групе с братом.
Од 2023. у вези је с глумицом Емили Браун. Пре тога су били повезивани, а први пут су се заједно појавили у јавности у септембру 2021. године.

## Филмографија

### Филм
| Улоге Реге-Жана Пејџа |                                |               |                 |             |
| Година                | Српски назив                   | Изворни назив | Улога           | Напомена    |
| 2004.                 |                                |               | Џеју            | кратки филм |
| 2010.                 | Хари Потер и реликвије Смрти 1 |               | гост на венчању | непотписан  |
| 2015.                 | Преживео                       |               | Роберт Первел   |             |
| 2016.                 |                                |               | Руперт          | кратки филм |
| 2016.                 |                                | Соланио       |                 |             |
| 2018.                 | Смртоносне машине              |               | капетан Кора    |             |
| 2020.                 |                                |               | извођач         | кратки филм |
| 2020.                 |                                | Чико Свитни   |                 |             |
| 2022.                 | Сиви човек                     |               | Дени Кармајкл   |             |
| 2023.                 | Dungeons & Dragons: Оданост међу лоповима        |               | Зенк Јандер     |             |

### Телевизија
| Улоге Реге-Жана Пејџа |                     |               |                 |                      |
| Година                | Српски назив        | Изворни назив | Улога           | Напомена             |
| 2001.                 |                     |               | Танака          |                      |
| 2005.                 |                     |               | Данијел Кимптон | 1 епизода            |
| 2013.                 |                     |               | Дин             | 2 епизоде            |
| 2015.                 |                     |               | Гај Бракстон    | 8 епизода            |
| 2016.                 | Корени              |               | Чикен Џорџ      | 4 епизоде            |
| 2016.                 |                     |               | Алекс Лавел     | неемитовани ТВ пилот |
| 2018—2019.            |                     |               | Леонард Нокс    | 20 епизода           |
| 2020.                 |                     |               | принц           | ТВ специјал          |
| 2020.                 | Бриџертон           |               | Сајмон Басет    | главна улога         |
| 2021.                 | Уживо суботом увече |               | себе (водитељ)  | 1 епизода            |
| 2022.                 |                     |               | приповедач      | ТВ специјал          |